# Esther Ralston
Esther Ralston (17 de septiembre de 1902 – 14 de enero de 1994) fue una actriz cinematográfica estadounidense, cuya mayor popularidad llegó durante la era del cine mudo.  

## Inicios y carrera

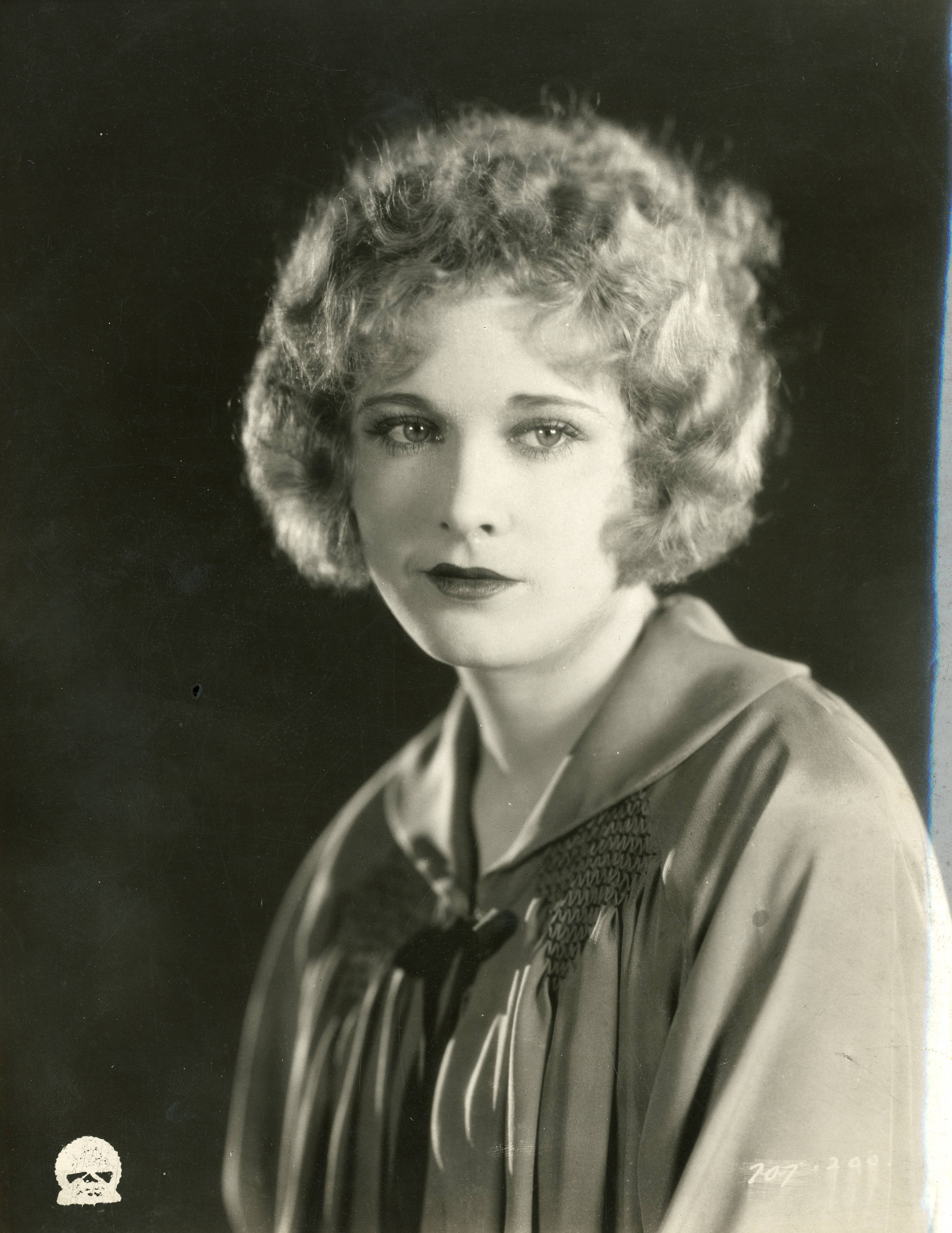
Esther Ralston en una fotografía de 1925.

Nacida en Bar Harbor, Maine, empezó como actriz infantil en una familia de actores de vodevil que se hacía llamar "The Ralston Family with Baby Esther, America's Youngest Juliet." A partir de este inicio, participó en unos pocos pequeños papeles en filmes de cine mudo antes de llamar la atención por su interpretación de Mrs. Darling en la versión de 1924 de Peter Pan.
A finales de la década de 1920 actuó en muchas películas para Paramount Pictures, hasta el punto de conseguir unas ganancias de 8.000 dólares semanales, además de cosechar gran popularidad, especialmente en el Reino Unido. Se la llamaba "The Blonde Beauty of the Silent Screen (La belleza rubia de la pantalla muda)", y Florenz Ziegfeld se refería a ella como "The American Venus". Con todo ello, llegó a ser una de las grandes actrices de Hollywood de la era muda. Actuó principalmente en comedias, aunque también recibió buenas críticas por sus incursiones en los papeles dramáticos.

## Retiro
A pesar de superar con éxito la transición entre el cine mudo y el sonoro, se vio obligada a actuar en películas de serie B a mediados de la década de 1930, lo cual la llevó a retirarse del cine. En el momento de su retiro en 1941, había actuado en unas 150 películas. Durante la década de 1950 trabajó en la Seventh Church of Christ Scientist de Nueva York. A diferencia de otras actrices de su época, Esther no tuvo deseos de volver al cine.
Esther Ralston falleció en Ventura, California, en 1994.

## Premios
Tiene una estrella en el Paseo de la Fama de Hollywood, en el 6664 de Hollywood Boulevard, por su dedicación al cine.

## Filmografía seleccionada
- The Kid (1921)
- The Lone Hand (1922)
- The Prisoner (1923)
- The Phantom Fortune (1923)
- Blinky (1923)
- The Marriage Circle (Los peligros del flirt) (1924)
- Wolves of the North (1924)
- Peter Pan (1924)
- Old Ironsides (1926), con Wallace Beery y Charles Farrell
- The American Venus (1926)
- Children of Divorce (Hijos del divorcio) (1927)
- The Case of Lena Smith (El mundo contra ella) (1929)
- Rome Express (1932; rodada en el Reino Unido)
- Sadie McKee (Así ama la mujer) (1934)
- Reunion (1936)